# Polynesisk navigation
Traditionel polynesisk navigation blev anvendt i flere tusinde år til at foretage lange rejser gennem det åbne Stillehav. Sørejsende rejste til små, beboede øer og orienterede sig på havet ved hjælp af teknikker og viden, der blev videregivet mundtligt fra mester til lærling, ofte i form af sang. Generelt havde hver ø en gilde-lignende gruppering af navigatører, som havde meget høj status, da de ved hungersnød eller andre genvordigheder kunne handle med andre for at få hjælp eller ligefrem evakuere folk til andre øer.